# デジニョフカ駅
デジニョフカ駅（デジニョフカえき、Станция Дежнёвка）は、ロシア連邦ユダヤ自治州スミドヴィチスキー地区カムィショフスコエにある、ロシア鉄道の鉄道駅である。イルクーツク・ウラジオストク方面からのシベリア鉄道本線とコムソモリスク・ナ・アムーレ方面へ繋がるヴォロチャーエフカ・ジョムギ鉄道の分岐駅である。ただし、シベリア鉄道本線から分岐する列車は全て当駅を通過し、当駅にはシベリア鉄道本線上を走行するエレクトリーチカのみ停車する。

## 歴史
- 1893年 - 開業。

## 利用状況
1日の利用客数は62人である。

## 駅周辺
ツングースカ川の谷間に位置し、河岸への距離は約7kmである。カムィショフカの集落との間の距離は約2km、スミドヴィチへの距離は約62kmである。
ロシア連邦道路R297に近い場所に位置するが、バス停があるのみで建物などが駅周辺に無い。

## 隣の駅
ロシア鉄道
シベリア鉄道本線
エレクトリーチカ
ツングースキー駅 - デジニョフカ駅 - ソフホーズノエ駅
ヴォロチャーエフカ・ジョムギ鉄道（全列車通過）
（ハバロフスクI駅方面に直通<<）デジニョフカ駅 - ヴォロチャーエフカII駅